# Kleie
Kleie (althochdeutsch kli(w)a, lateinisch furfur bzw. cantabrum, mittellateinisch auch palea) ist ein Sammelbegriff für die bei der Getreideverarbeitung nach Absieben des Mehles zurückbleibenden Rückstände aus Schalen (Samenschale, Fruchtschale), der Aleuronschicht und dem Keimling. Kleie ist ein Mühlennachprodukt und nicht zu verwechseln mit den Spelzen.
Kleie wurde früher vorwiegend als Futtermittel verwendet. Im Rahmen der Vollwerternährung hat Kleie als Ballaststofflieferant zur menschlichen Ernährung zunehmende Bedeutung (etwa in Müsli, Grahambrot oder in Knäckebrot) gewonnen. Kleie besteht hauptsächlich aus den Nichtstärke-Kohlenhydraten Cellulose und Hemicellulose sowie aus Lignin.

## Müllerische Gewinnung
Da Kleie im Wesentlichen aus den Randschichten des Getreidekorns besteht, muss das Getreide vor der Vermahlung gründlich von anhaftendem Schmutz, Mikroorganismen und eventuellen anderen Kontaminanten gereinigt werden. Dies geschieht in der Getreidemühle durch die Schwarz- und Weißreinigung.
Kleie ist der nach der Vermahlung und Absiebung des Mehles (Plansichter) verbleibende Rückstand aus Randschichten und Keimlingen. Als Mühlennachprodukt sollte Kleie höchstens 20 % Stärke enthalten. Die Zusammensetzung der Kleie hängt von der angewandten Müllereitechnologie ab. Bei Vollkornmehlen oder -schroten wird die Kleie mitvermahlen.

## Zusammensetzung

### Durchschnittliche Zusammensetzung
Die Kleie ausgewählter Getreidearten weist folgende Zusammensetzung auf:
| Inhaltsstoff (%)          | Weizen | Roggen | Hafer | Reis  | Gerste |
| ------------------------- | ------ | ------ | ----- | ----- | ------ |
| Nichtstärke-Kohlenhydrate | 45–50  | 50–70  | 16–34 | 18–23 | 70–80  |
| Stärke                    | 13–18  | 12–15  | 18–45 | 18–30 | 8–11   |
| Protein                   | 15–18  | 8–9    | 13–20 | 15–18 | 11–15  |
| Fett                      | 4–5    | 4–5    | 6–11  | 18–23 | 1–2    |

### Durchschnittliche Zusammensetzung von Weizenkleie
Die Zusammensetzung von Weizenkleie schwankt naturgemäß, sowohl in Abhängigkeit von den Umweltbedingungen (Boden, Klima) als auch von der Anbautechnik (Düngung, Pflanzenschutz).
Angaben je 100 g essbarem Anteil:
| Bestandteile  |          |
| ------------- | -------- |
| Wasser        | 11,5 g   |
| Eiweiß        | 14,9 g*  |
| Fett          | 4,7 g    |
| Kohlenhydrate | 17,3 g** |
| Ballaststoffe | 45,4 g   |
| Mineralstoffe | 6,2 g    |

| Mineralstoffe |         |
| ------------- | ------- |
| Natrium       | 2 mg    |
| Kalium        | 1350 mg |
| Magnesium     | 490 mg  |
| Calcium       | 65 mg   |
| Mangan        | 13 mg   |
| Eisen         | 16 mg   |
| Kupfer        | 1300 µg |
| Zink          | 9400 µg |
| Phosphor      | 1140 mg |
| Jodid         | 30 µg   |
| Selen         | 2 µg    |

| Vitamine                 |          |
| ------------------------ | -------- |
| Retinol (Vit. A1)        | 1 µg     |
| Thiamin (Vit. B1)        | 650 µg   |
| Riboflavin (Vit. B2)     | 510 µg   |
| Nicotinsäure (Vit. B3)   | 18 mg    |
| Pantothensäure (Vit. B5) | 2500 µg  |
| Vitamin B6               | 730 µg 1 |
| Folsäure                 | 195 µg   |
| Vitamin E                | 2700 µg  |

| Aminosäuren  |         |
| ------------ | ------- |
| Arginin      | 1230 mg |
| Histidin     | 440 mg  |
| Isoleucin    | 770 mg  |
| Leucin       | 1120 mg |
| Lysin        | 720 mg  |
| Methionin    | 250 mg  |
| Phenylalanin | 650 mg  |
| Threonin     | 590 mg  |
| Tryptophan   | 250 mg  |
| Tyrosin      | 460 mg  |
| Valin        | 880 mg  |

* Eiweißgehalt nach der EU-Richtlinie zur Nährwertkennzeichnung; (Faktor: 6,25):16,0 g

** Differenzberechnung

1) Vitamin B6 kaum bioverfügbar

1 mg = 1000 µg
Der physiologische Brennwert von Weizenkleie beträgt ca. 720 kJ/100 g (172 kcal/100 g), bei Haferkleie sind es ca. 1.312 kJ/100 g (309 kcal/100 g).

## Gesundheitliche Bedeutung
Die quellfähigen und schleimbildenden Bestandteile der Kleie (β-D-Glucan und wasserlösliche Xylane) sorgen dafür, dass der Blutzuckeranstieg nach Stärkeaufnahme verzögert wird, was bei Menschen mit Diabetes erwünscht ist. Neben Vitaminen und Mineralstoffen sind in den Randschichten des Getreides auch unerwünschte Inhaltsstoffe wie Abwehrstoffe gegen Fraßfeinde (etwa Phytin) und Verunreinigungen (etwa Pestizide, Schwermetalle und Schimmelpilzgifte) konzentriert. Phytin bindet im Darm Mineralstoffe und Vitamine und verhindert dadurch die Verwertung dieser Stoffe für die Ernährung.
Bei der Verwendung von Kleie zur menschlichen Ernährung muss auf eine ausreichende Flüssigkeitszufuhr geachtet werden, da es sonst zu schwerwiegenden Verstopfungen kommen kann. Im schlimmsten Fall kann es zu einem lebensbedrohenden Darmverschluss kommen.
Kleie (lateinisch Cantabrum) war und ist als Futterbestandteil insbesondere für Pferde wegen ihres hohen Fett-, Protein- und Magnesiumgehaltes geschätzt. Die Proteine sind jedoch nicht gut verwertbar. Kleie enthält überdies sehr viel Phosphor, sodass das Verhältnis Phosphor/Calcium ungünstig ist. Das führte früher zur Müllerpferdekrankheit und kann durch Zugabe von Kalk vermieden werden. Kleie ist in manchen Mash-Rezepten enthalten und dient eingeweicht der Zufütterung (max. 10 %).